# Parafia Świętej Trójcy w Tarnogrodzie
Parafia Świętej Trójcy – parafia prawosławna w Tarnogrodzie, w dekanacie Zamość diecezji lubelsko-chełmskiej.
Na terenie parafii funkcjonują 3 cerkwie i 1 kaplica:
- cerkiew Świętej Trójcy w Tarnogrodzie – parafialna
- cerkiew Podwyższenia Krzyża Pańskiego w Korchowie – filialna
- cerkiew św. Michała Archanioła w Kulnie – filialna
- kaplica Zmartwychwstania Pańskiego w Płusach – cmentarna[1]

Ponadto w administracji parafii znajdują się prawosławne cmentarze w Tarnogrodzie, Babicach, Chmielku, Płusach, Zamchu, Księżpolu, Korchowie Pierwszym, Biszczy.

## Historia
Parafia powstała w 1567.
Niektóre święta w parafii obchodzone są według nowego stylu.

## Zasięg terytorialny
Parafia liczy ok. 240 osób zamieszkujących m.in.: Tarnogród, Korchów, Płusy, Kulno, Chmielek, Babice, Księżpol, Biszczę, Zamch.

## Wykaz proboszczów
- 1849–1882 – ks. Adam Czerlunczakiewicz
- 21.04.1882 – 1886 – ks. Emilian Lewicki
- 23.03.1904 – 1.01.1909 – ks. Włodzimierz Wieżanski (Wierzański)
- 1.01.1909 – 1910 – ks. Eugeniusz Żołtowski
- 1915–1919 – przerwa w działalności parafii (bieżeństwo)
- 1.10.1919 – 1921 – ks. Jan Kozłowski
- 1922 – ks. Konstanty Siemaszko
- 1923 – 1.02.1924 – ks. Jan Kozłowski
- 1924–1925 – ks. Konstanty Siemaszko
- 1925–1929 – ks. Włodzimierz Galikowski
- 1930–1939 – ks. Włodzimierz Matwiejczuk
- 1944 – ks. Anatolij Klucz
- 1946–1953 – ks. Antoni Popudniak
- 1954–1955 – ks. Michał Kalin
- 1956–1966 – ks. Michał Chołmczyk
- 1966–1973 – ks. Grzegorz Misijuk
- 23.12.1974 – 18.10.1978 – ks. Wiktor Szajkowski
- od 18.10.1978 – ks. Włodzimierz Klimiuk

## Galeria

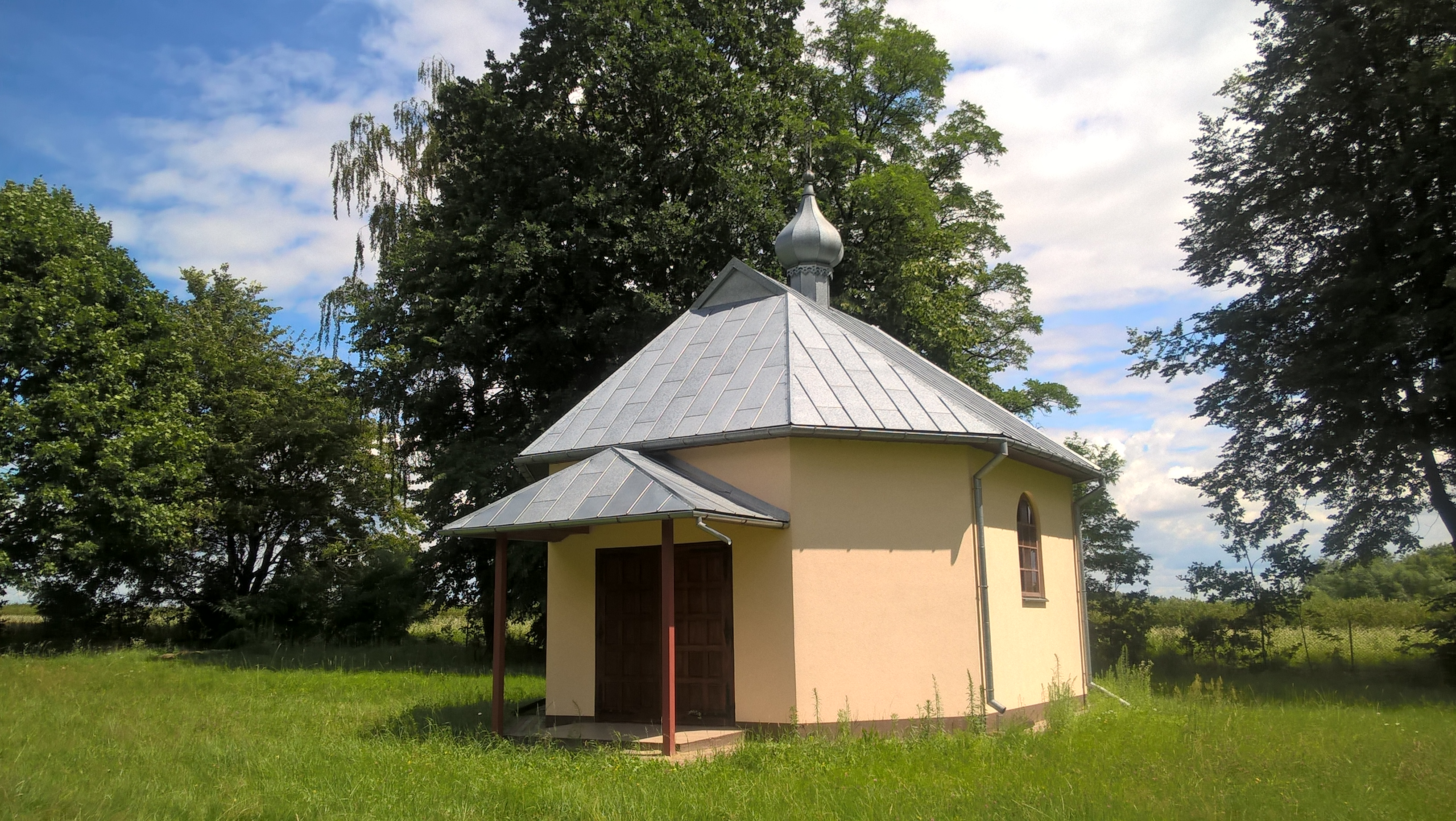
Cerkiew filialna Podwyższenia Krzyża Pańskiego w Korchowie
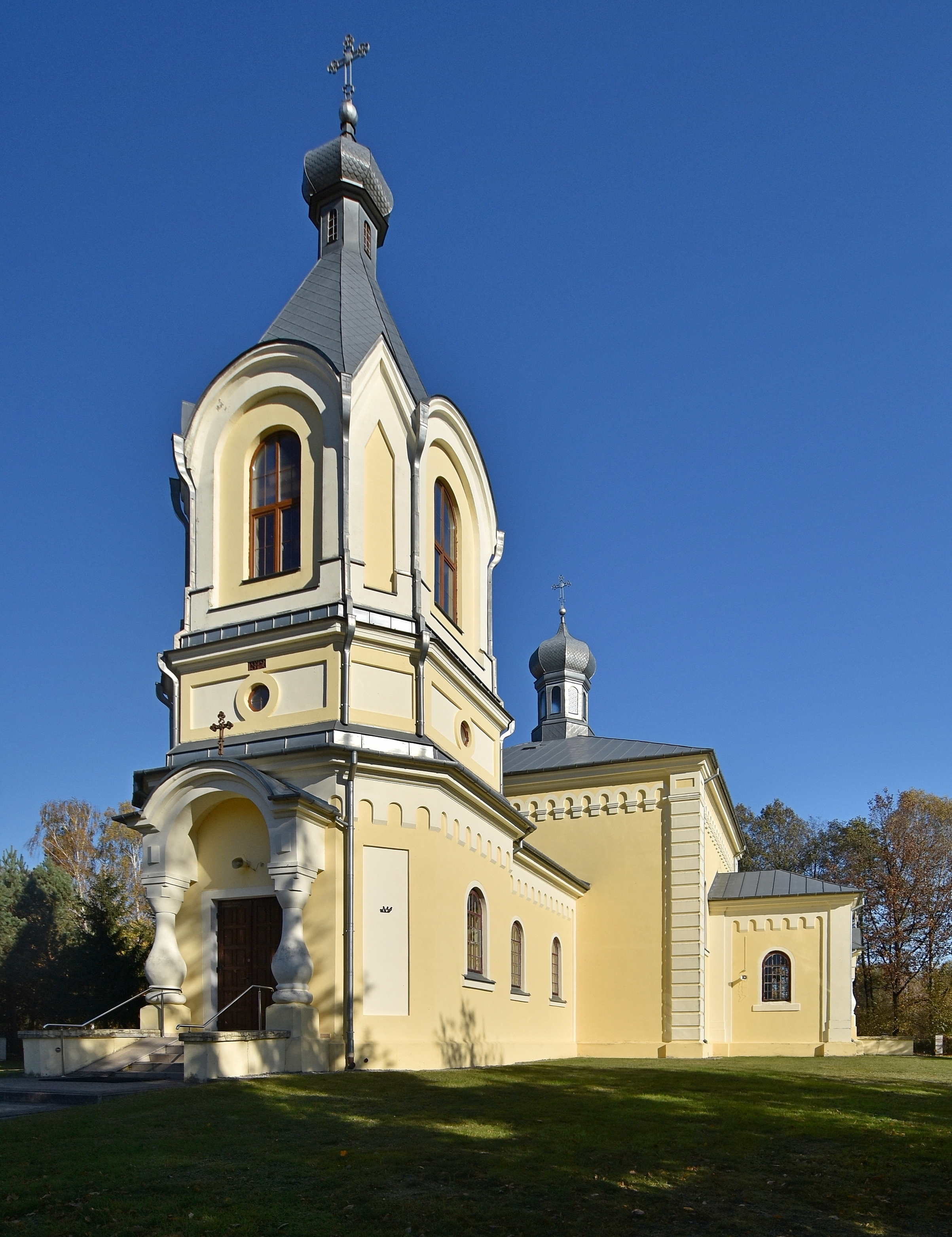
Cerkiew filialna św. Michała Archanioła w Kulnie
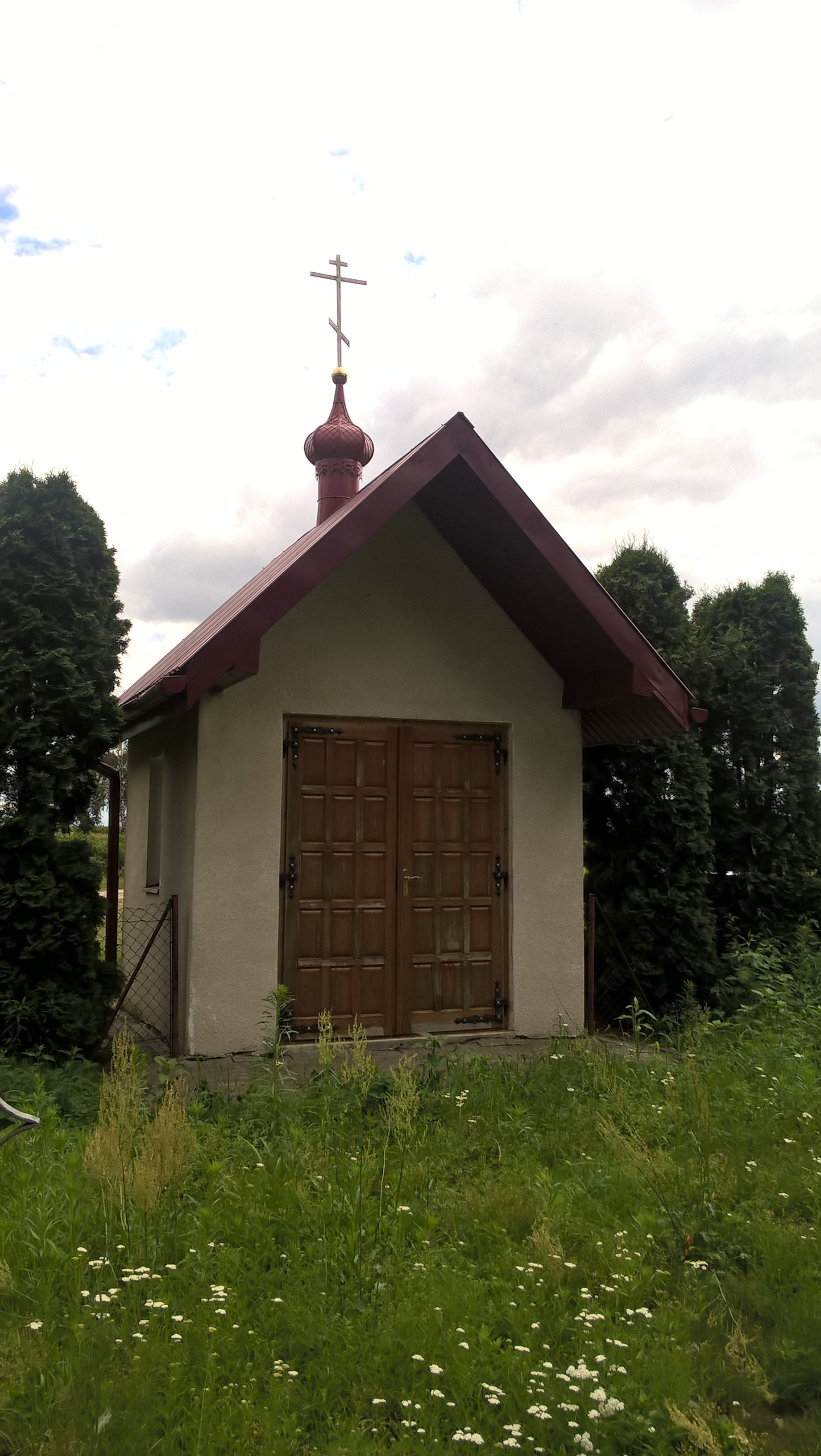
Kaplica cmentarna Zmartwychwstania Pańskiego w Płusach
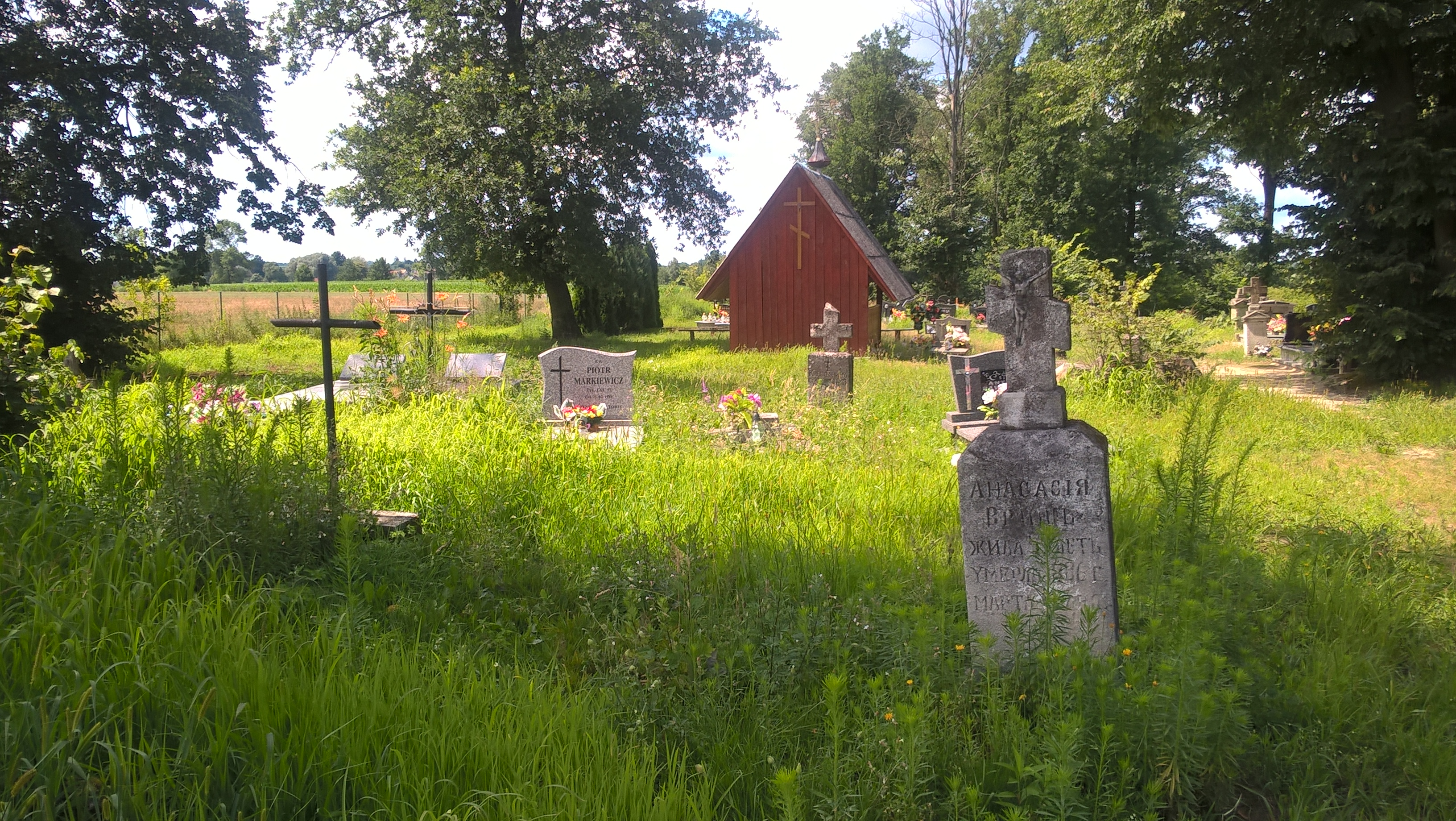
Kaplica na cmentarzu prawosławnym w Księżpolu